# Pădurea Ciornuleasa
Pădurea Ciornuleasa este o arie protejată de interes național ce corespunde categoriei a IV-a IUCN (rezervație naturală, tip forestier), situată în județul Călărași, pe teritoriul administrativ al comunei Mitreni.
Rezervația naturală Pădurea Ciornuleasa aflată în Câmpia Bărăganului, are o suprafață de 75,20 ha, și reprezintă o arie acoperită cu vegetație forestieră, alcătuită din specii de stejar (Quercus robus), stejar brumăriu (Quercus pedunculiflora), ulm (Ulmus carpinifolia), tei (Tilia cardama), carpen (Carpinus betulus), frasin (Fraxinus), etc.